# Transport kolejowy w Warszawie

Schemat warszawskiego węzła kolejowego

Transport kolejowy w Warszawie – linie, dworce, przystanki kolejowe oraz instytucje i organizacje związane z kolejnictwem w Warszawie.
Zasadniczy układ warszawskiego węzła kolejowego ukształtowany został w dwudziestoleciu międzywojennym, choć ulegał też modyfikacjom po zakończeniu II wojny światowej. Aktualnie transport kolejowy zapewnia nie tylko połączenia dalekobieżne, ale również połączenia międzydzielnicowe i z sąsiednimi gminami – w obrębie Warszawy długość linii kolejowych przeznaczonych dla pociągów pasażerskich wynosi 93 km, liczba stacji wynosi 7 (Warszawa Zachodnia, Warszawa Centralna, Warszawa Wschodnia, Warszawa Gdańska, Warszawa Wileńska, Warszawa Śródmieście i Warszawa Główna), a przystanków kolejowych 49. W celu ułatwienia podróży na obszarze aglomeracji warszawskiej stworzona została oferta wspólnego biletu honorowanego zarówno w autobusach, tramwajach, metrze i Szybkiej Kolei Miejskiej, jak i w pociągach Kolei Mazowieckich oraz Warszawskiej Kolei Dojazdowej w granicach strefy biletowej ZTM. 

## Historia

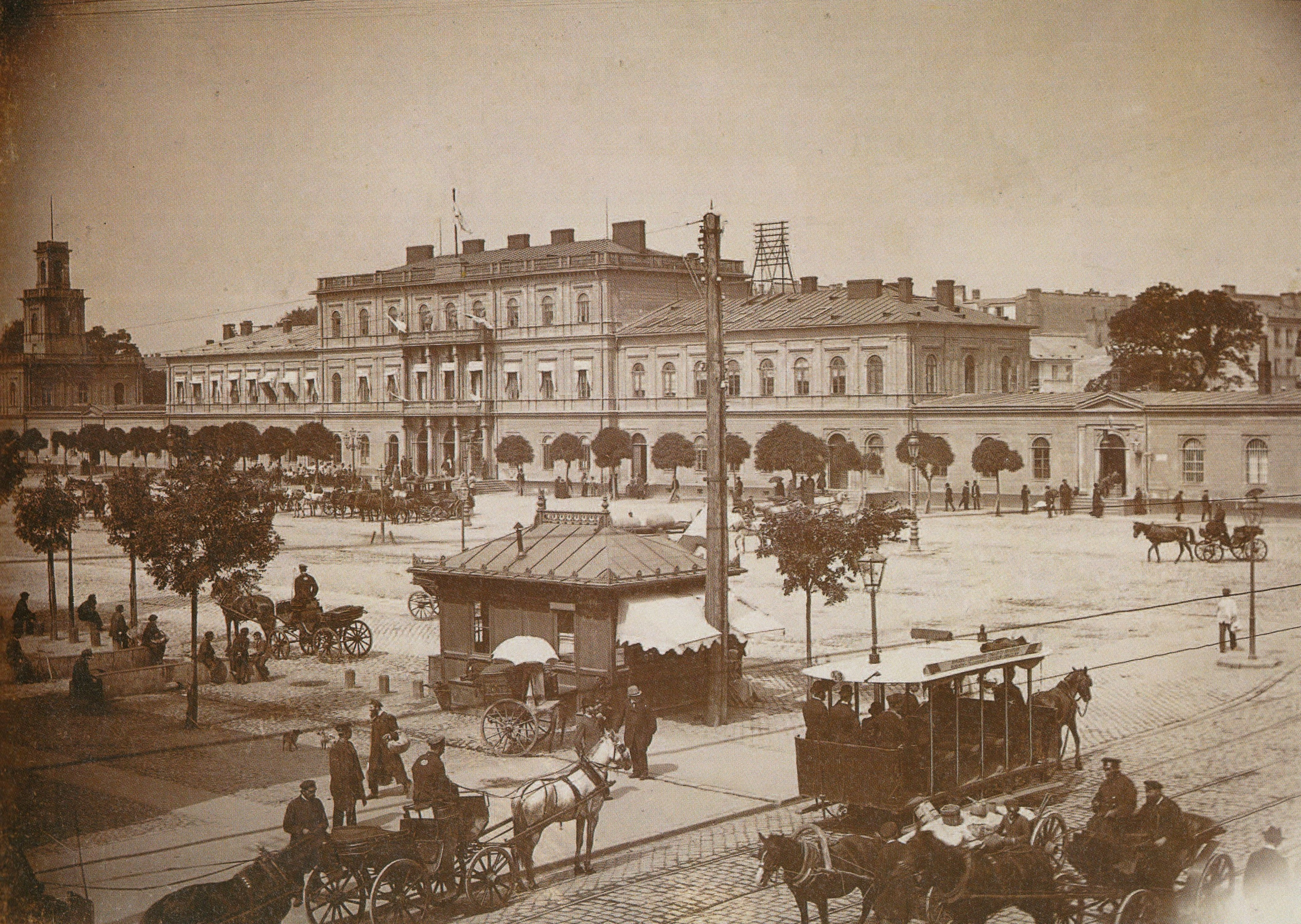
Dawny Dworzec Wiedeński

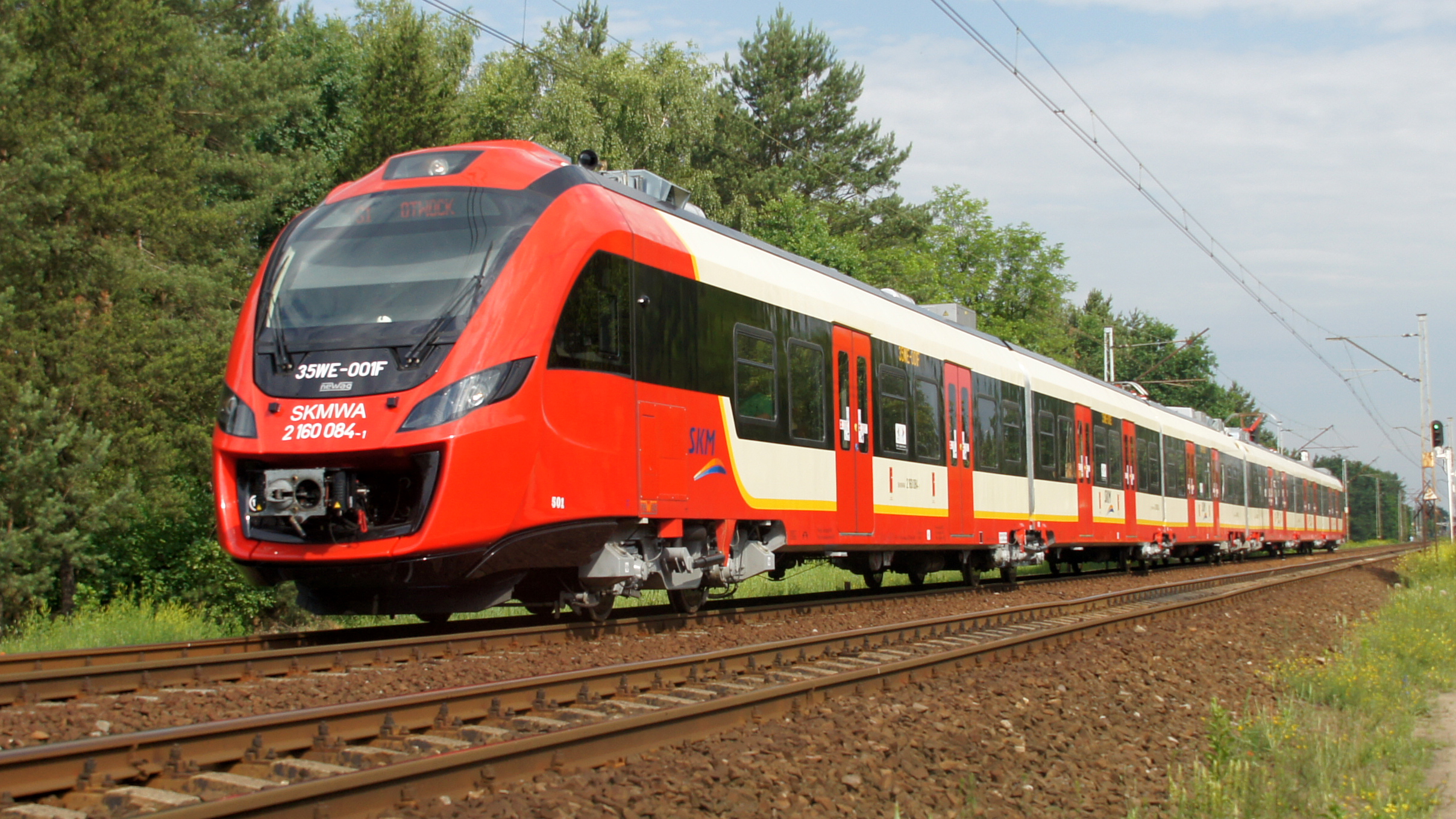
Newag Impuls Szybkiej Kolei Miejskiej

W ujęciu chronologicznym kluczowe inwestycje kolejowe dotyczące Warszawy to Kolej Warszawsko-Wiedeńska (z późniejszą Warszawsko-Bydgoską), Kolej Warszawsko-Petersburska, Kolej Warszawsko-Terespolska, kolej obwodowa, Kolej Nadwiślańska, Kolej Warszawsko-Kaliska, Most przy Cytadeli, Warszawska Kolej Dojazdowa, kolej średnicowa (wraz z mostem) oraz linia Warszawa – Radom. 
Z powodu różnicy w szerokości torów do 1915 podróżni udający się z Cesarstwa Rosyjskiego przez Warszawę do Europy Zachodniej (i odwrotnie) musieli przesiadać się w mieście, zmieniając dworce. 
Historię kolei na terenie Warszawy i okolic prezentuje m.in. Stacja Muzeum – placówka zlokalizowana na terenie dawnego dworca Warszawa Główna Osobowa.

### Historyczne koleje dojazdowe
- Kolej Jabłonowska
- Kolej Wilanowska
- Kolej Grójecka
- Elektryczna Kolej Dojazdowa
- Kolej młocińska

### Zachowane obiekty historyczne
- Budynek Dyrekcji Kolei Państwowych w Warszawie
- Dworzec Terespolski (fragment)
- Warszawa Wilanów
- Wiadukt kolejowy przy ul. Armatniej w Warszawie

## Mosty kolejowe nad Wisłą
- Most przy Cytadeli
- Most średnicowy

## Realizowane inwestycje
- modernizacja Warszawy Zachodniej

## Proponowane inwestycje
- Południowa Obwodnica Kolejowa Warszawy
- połączenie tunelem Dworca Wileńskiego z Dworcem Głównym[7]
- remont generalny linii średnicowej wraz z budową nowych przystanków w okolicy ronda de Gaulle'a oraz ulicy Solec[8][9]
- tunel kolejowy przed Dworcem Wileńskim oraz łącznik kolejowy od Dworca Wschodniego do torów w kierunku Ząbek[10]

W grudniu 2021 roku spółka PKP PLK ogłosiła przetarg na studium planistyczne rozbudowy Warszawskiego Węzła Kolejowego - dokument obejmować ma m.in. takie kwestie jak nowa linia średnicowa, rozbudowa torów na różnych istniejących odcinkach w Warszawie i jej sąsiedztwie, a także budowa nowych przystanków, łącznic i linii kolejowych.